# 清水焼

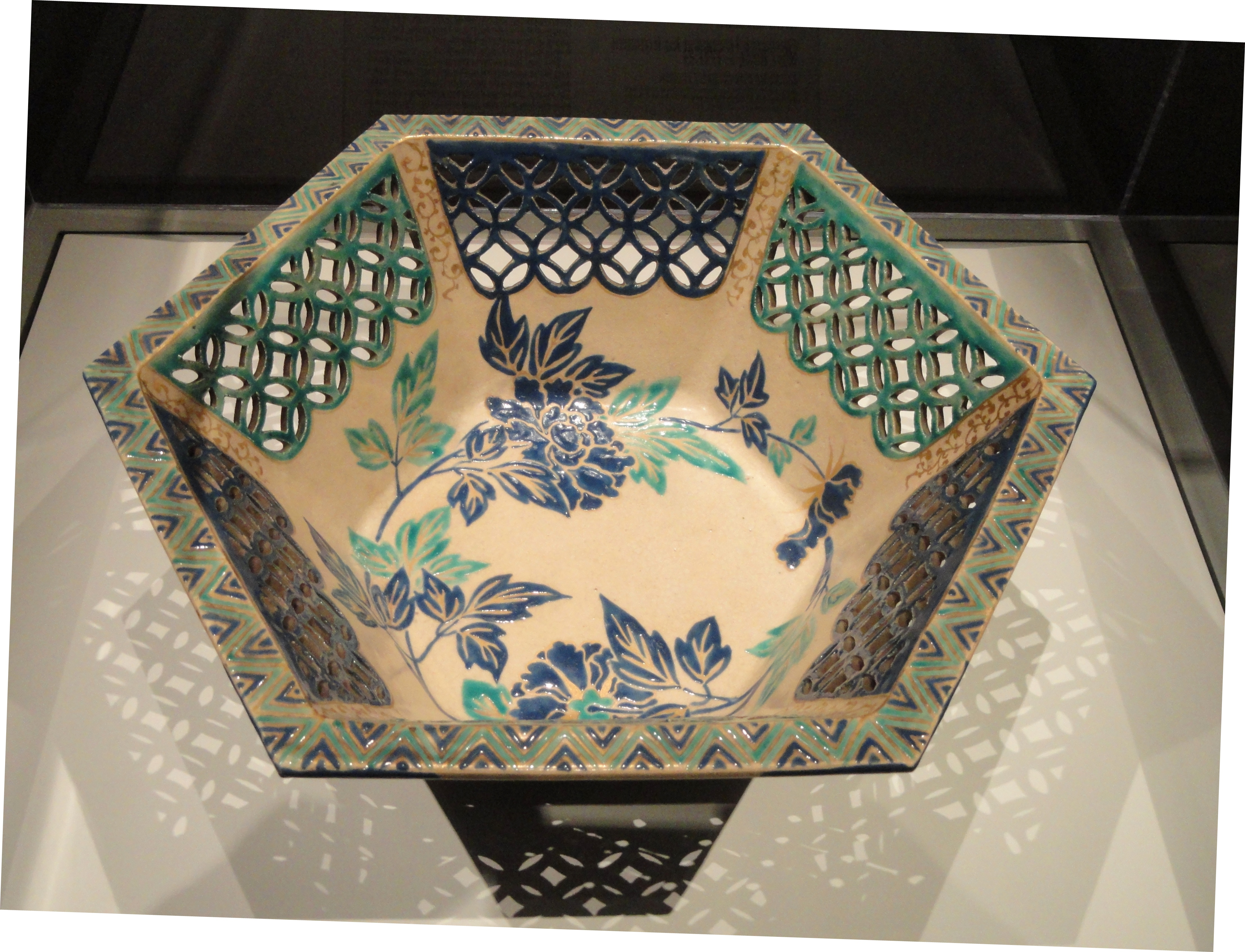
清水焼（1731-1752ごろ）

清水焼（きよみずやき）は京都府で焼かれる陶磁器。清水寺への参道である五条坂界隈（大和大路以東の五条通沿い）に清水六兵衛・高橋道八を初めとする多くの窯元があったのが由来とされる。京都を代表する焼物である。
五条通の大和大路通から東大路通（東山通）に至る区間の北側に所在する若宮八幡宮社の境内には「清水焼発祥の地」との石碑が建っており、毎年8月8日から10日の「陶器祭」では清水焼で装飾された神輿が出る。

## 京焼・清水焼
伝統的工芸品産業の振興に関する法律にもとづいて指定された「経済産業大臣指定伝統的工芸品」および、京都府伝統と文化のものづくり産業振興条例にもとづいて認証された京都府知事指定伝統工芸品（京もの指定工芸品）における名称は、「京焼・清水焼」となっている。

## 主な生産地
- 清水焼団地
- 五条坂
- 今熊野、泉涌寺の周辺